# Ypthima sarcaposa
Ypthima sarcaposa är en fjärilsart som beskrevs av Hans Fruhstorfer 1911. Ypthima sarcaposa ingår i släktet Ypthima och familjen praktfjärilar. Inga underarter finns listade i Catalogue of Life.